# Janowiec (gemeente)
De gemeente Janowiec is een landgemeente in het Poolse woiwodschap Lublin, in powiat Puławski.
De zetel van de gemeente is in Janowiec.
Op 30 juni 2004 telde de gemeente 3611 inwoners.

## Oppervlakte gegevens
In 2002 bedroeg de totale oppervlakte van gemeente Janowiec 79 km², waarvan:
- agrarisch gebied: 47%
- bossen: 35%

De gemeente beslaat 8,47% van de totale oppervlakte van de powiat.

## Demografie
Stand op 30 juni 2004:
| Omschrijving                   | Totaal | Totaal | Vrouwen | Vrouwen | Mannen | Mannen |
| ------------------------------ | ------ | ------ | ------- | ------- | ------ | ------ |
| eenheid                        | aantal | %      | aantal  | %       | aantal | %      |
| inwoners                       | 3611   | 100    | 1792    | 49,6    | 1819   | 50,4   |
| bevolkingsdichtheid (inw./km²) | 45,7   | 45,7   | 22,7    | 22,7    | 23     | 23     |

In 2002 bedroeg het gemiddelde inkomen per inwoner 1399 zł.

## Administratieve plaatsen (sołectwo)
Brześce, Brześce-Kolonia, Janowice, Janowiec, Nasiłów, Oblasy, Trzcianki, Wojszyn.

## Aangrenzende gemeenten
Kazimierz Dolny, Przyłęk, Puławy, miasto Puławy, Wilków